# Eduardo Tamayo Barrena
Eduardo Tamayo Barrena (Peñarroya-Pueblonuevo, 2 de febrer de 1959) és un polític espanyol, militant del Partit Socialista Obrer Espanyol (PSOE).
Es llicencià en Dret per la Universitat Complutense de Madrid. Ingressà al PSOE l'any 1985, i fou designat membre de la federación socialista madrilenya el 4 de juliol de 2002. Dins del PSOE, Tamayo es trobava al sector conegut com a Renovadores por la base.
A les eleccions autonòmiques de la Comunitat de Madrid del 25 de maig de 2003, Tamayo ocupà el lloc 13 de la llista de Rafael Simancas. Els resultats foren 47 escons per al PSOE, 9 per Esquerra Unida (IU) i 55 per al Partit Popular (PP). El pacte entre les dues formacions d'esquerres era molt probable.
El 10 de juny del mateix any, Tamayo i la també diputada socialista María Teresa Sáez s'absentaren de l'Assemblea de Madrid, i amb açò impediren l'elecció del socialista Francisco Cabaco com a president d'aquesta, ja que els populars, amb majoria absoluta eixe dia (55 diputats contra 54) eligiren a Concepción Dancausa. Amb açò, esclatà l'escàndol. Des del principi, el PSOE apostà per atribuir-ho a una trama immobiliària i urbanística del PP, mentre que aquests argumentaren que la seva absència era deguda a un problema intern del PSOE. Tamayo, per la seva part, afirmà en repetides ocasions estar en contra d'un pacte amb Izquierda Unida, negant les acusacions de corrupció.
El 23 de juny, Tamayo i Sáez prengueren possessió de les seves actes de diputats i passaren a formar el Grup Mixt.
Durant gran part de l'estiu de 2003, va tenir lloc una comissió d'investigació de l'Assemblea de Madrid per examinar la hipotètica relació de Tamayo i Sáez amb el PP o amb les constructores. La comissió va finalitzar sense cap resultat, ni a favor de les tesis del PSOE ni a favor de les del PP, i açò va dur a la celebració de nous comicis.
Tamayo i Sáez fundaren un nou partit polític nomenat Nuevo Socialismo, que en la repetició de les eleccions en octubre de 2003 va aconseguir 6200 vots i, per tant, cap escó.